# Roby, Texas
Roby är administrativ huvudort i Fisher County i Texas. Enligt 2010 års folkräkning hade Roby 643 invånare.